# Gelasma patara
Gelasma patara là một loài bướm đêm trong họ Geometridae.